# Championnats de France d'escrime 2008
Navigation
Édition précédente Édition suivante
Les championnats de France d'escrime 2008 ont eu lieu le 6 décembre 2008 à Livry-Gargan au Parc des sports Alfred-Marcel Vincent. 6 épreuves figuraient au programme, trois masculines et trois féminines.

## Liste des épreuves
- Épée masculine
- Épée féminine
- Fleuret masculin
- Fleuret féminin
- Sabre masculin
- Sabre féminin

## Podiums
- Fleuret masculin : Erwan le Péchoux bat Brice Guyart 15 à 12

| Or     | Erwann Le Péchoux Pays d’Aix                                             |
| Argent | Brice Guyart Lagardère Paris Racing                                      |
| Bronze | Jérôme Jault Lagardère Paris Racing Pierrick Saint Bonnet Bourg La Reine |

- Fleuret féminin : Corinne Maitrejean bat Astrid Guyart 15 à 12

| Or     | Corinne Maitrejean Masque de Fer de Lyon                                 |
| Argent | Astrid Guyart Le Vésinet US                                              |
| Bronze | Mathilde Guichoux La Tour d’Auvergne Paris Mélanie Moumas Bourg la Reine |

- Sabre masculin : Nicolas Lopez bat Boris Sanson 15 à 14

| Or     | Nicolas Lopez Tarbes                                            |
| Argent | Boris Sanson Lagardère Paris Racing                             |
| Bronze | Julien Pillet Lagardère Paris Racing Vincent Anstett Strasbourg |

- Sabre féminin : Cécilia Berder bat Solenne Mary 15 à 10

| Or     | Cécilia Berder Orléans CE                              |
| Argent | Solenne Mary Strasbourg                                |
| Bronze | Flora Palu Tarbes Carole Vergne Lagardère Paris Racing |

- Épée masculine : Gauthier Grumier bat Laurent Lucenay 15 à 3

| Or     | Gauthier Grumier Levallois                                     |
| Argent | Laurent Lucenay Aulnay CE                                      |
| Bronze | Vivien Maya Saint Gratien Jérémy Richer Lagardère Paris Racing |

- Epée féminine : Laura Flessel-Colovic bat Marysa Baradji 15 à 6

| Or     | Laura Flessel Lagardère Paris Racing                                         |
| Argent | Marysa Baradji-Duchêne Lagardère Paris Racing                                |
| Bronze | Hajnalka Kiraly Lagardère Paris Racing Mélanie Soiron Lagardère Paris Racing |